# Tingo de Ponasa (distrito)
Tingo de Ponasa é um distrito do Peru, departamento de San Martín, localizada na província de Picota.

## Transporte
O distrito de Tingo de Ponasa é servido pela seguinte rodovia:
- SM-107, que liga o distrito de Picota à cidade de Shamboyacu[1][2][3]